# Maria del Carme Bustamante i Serrano
Maria del Carme Bustamante i Serrano (Totana, regió de Múrcia, 1938) és una soprano catalana.

## Biografia
Estudià al Conservatori Superior de Música del Liceu de Barcelona amb Dolors Frau, on hi obtingué el Premi Santa Cecília i on posteriorment hi va fer de professora de cant. Continuà els estudis amb Gall i Marcoff.
Va assolir un gran èxit al Gran Teatre del Liceu amb un gran nombre d'òperes. També ha actuat sovint al Palau de la Música Catalana i en altres ciutats d'Europa i Àsia, amb orquestres de renom internacional. Ha guanyat l'Orphée d'Or per la seva activitat discogràfica. El 1992 va rebre la Creu de Sant Jordi.